# Амариллис (певица)
Амариллис (греч. Αμαρυλλίς), настоящее имя Марилу Иконому (греч. Μαριλί Οικονόμου; род. 12 ноября 1981, Афины, Греция) — греческая певица.

## Жизнеописание
Будущая певица родилась в Афинах, 12 ноября 1981 года. Окончила медицинский факультет. Зимой 1997 года в возрасте 16 лет впервые появилась на сцене «GORGONES И MAGKES». Музыкальной карьере Амариллис на первом этапе способствовал её старший брат — Димитрис Иконому (греч. Δημήτρης Οικονόμου), звукорежиссёр, профессиональный музыкант, участник дуэта Ketjak, который работает в жанре танцевальной музыки. Музыкальную карьеру начала как член группы ECHIS. Стелиос Роккос заметил особенности её голоса, и зимой 1998 года Амариллис уже работала в клубе «Posidonio» вместе с Пегги Зиной и Никосом Куркулисом. Зимой 1999 года она выступала вместе с Антонисом Ремосом в Салониках.
Впоследствии она покинула группу и начала сольную карьеру. В 2006 году она представила свой первый альбом под названием «Амариллис». Сотрудничала с Пегги Зиной, Паносом Киамосом, Никосом Икономопулосом, Константиносом Галаносом, NINO, Элизабет Спану, Яннисом Плутархосом, Валандисом.
Зимой 2011—2012 года пела вместе с Плутархосом в клубе Cosmostage (Пирей, Афины).
Весной 2012 года певица записала новую песню «Σε χρειάζομαι» («Ты нужен мне»). Текст песни написал Филиппу Илиас, музыку — Кириакос Пападопулос. В начале апреля режиссёром Константиносом Ригосом был снят клип на эту песню.
Её хобби — музыка, чтение, гимнастика и экстремальные виды спорта, сейчас она замужем, воспитывает сына.

## Дискография
- 2006 — Αμαρυλλίς
- 2007 — Θετική Ενέργεια
- 2008 — Είμαστε Ένα

### Синглы
- 2009 — Όσο Υπάρχεις Εσύ
- 2010 — Αυτό Είναι Ο Έρωτας
- 2012 — Σε Χρειάζομαι
- 2013 — Διαταγές
- 2013 — Πόσο Να Πέσω Ποιο Χαμηλά
- 2014 — Άστο Τέλειωσε
- 2014 — Καμιά Δεν Ναι Σαν Εμένα
- 2015 — Γύρισα Σελίδα
- 2016 — Αργότερα
- 2016 — Αυτό Να Μείνει Μεταξύ Μας
- 2016 — 1 Και Σήμερα
- 2017 — Να Σε Προσέχει
- 2017 — Θα Ζω
- 2018 — Ενδεχόμενο
- 2018 — Όλα επιτρέπονται
- 2019 — Ένας Λόγος Παραπάνω
- 2019 — Αλυσίδες
- 2019 — Ματαδώ
- 2020 — Μου Έλειψες
- 2020 — Προς Το Παρόν
- 2020 — Μόνο Εσύ